# Brechin Cathedral

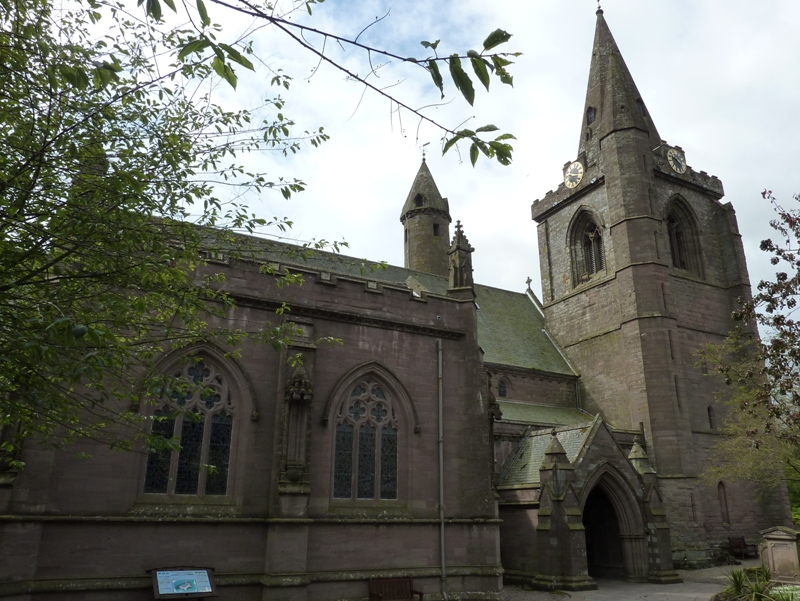
Brechin Cathedral

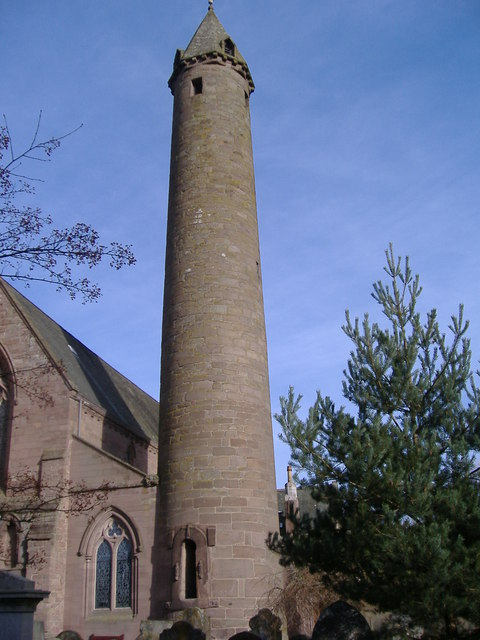
Rundturm von Brechin

Die Brechin Cathedral, eigentlich Brechin Parish Church, auch Cathedral of the See of Brechin, ist eine Pfarrkirche und ehemalige Kathedrale in der schottischen Kleinstadt Brechin in der Council Area Angus. 1971 wurde das Bauwerk in die schottischen Denkmallisten in der höchsten Denkmalkategorie A aufgenommen. Ein Teil des umgebenden Friedhofs ist als Kategorie-B-Bauwerk klassifiziert. Des Weiteren ist der ältere Rundturm als Scheduled Monument geschützt.

## Geschichte
Möglicherweise etablierte ein piktischer Eremit namens Dubhoc oder Duthoc auf den Spuren Columbans im späten 6. oder frühen 7. Jahrhundert am Standort eine frühchristliche Zelle in Schottland. Spätestens seit dem mittleren 9. Jahrhundert waren Culdeer in der Region aktiv. Der früheste gesicherte Beleg stammt aus dem späten 10. Jahrhundert, als König Kenneth II. dort ein Kloster initiierte.
Vermutlich im späten 11. Jahrhundert entstand der bis heute erhaltene Rundturm. Rundtürme sind in Schottland äußerst selten, waren zu dieser Zeit jedoch in Irland gängig, was auf die irisch-stämmigen Culdeer als Erbauer hindeutet. Im mittleren 12. Jahrhundert etablierte König David I. das Bistum Brechin. Kurz nach 1200 wurde mit dem Bau der Kathedrale begonnen, deren Bau während der Amtszeit von Bischof Gregory († 1246) im Wesentlichen abgeschlossen wurde. Die Kathedrale wurde vermutlich am Standort einer Kirche der Culdeer aus dem 10. Jahrhundert erbaut, möglicherweise wurden Teile dieser Kirche mit in den Bau einbezogen. Die Gemeinschaft der Culdeer wurde bis 1225 aufgelöst oder in ein Kathedralkapitel umgewandelt. Die geringe Größe der Kathedrale weist auf die geringen finanziellen Möglichkeiten des kleinen Bistums hin, dennoch erhielt die Kathedrale bemerkenswerte Gestaltungselemente wie ein aufwändiges, frühgotisches Westportal. Der Glockenturm wurde im 14. Jahrhundert angebaut.
Gesichert ist nur die Zuordnung des Rundturms zur Culdeer-Kirche. Der 26,5 m hohe Turm weist einen Durchmesser von fünf Metern auf. Er stand einst frei, ist heute aber mit dem Kirchenkörper verbunden. Bis zum Jahre 1806, als das Querschiff abgebrochen wurde, handelte es sich bei der Dreifaltigkeitskirche um eine Kreuzbasilika. Zwischen 1899 und 1902 renovierte der schottische Architekt John Honeyman die Brechin Cathedral.